# Draft de l'NBA del 2003
El Draft de l'NBA de la temporada 2003-04 va ser el 26 de juny del 2003 al Madison Square Garden a Nova York (Nova York).

## Rondes

### Primera ronda
|  | = All-Star |

| Nº | Jugador                 | Nacionalitat            | Equip de l'NBA                                                    | Club/Universitat anterior                                   |
| -- | ----------------------- | ----------------------- | ----------------------------------------------------------------- | ----------------------------------------------------------- |
| 1  | LeBron James (SF)       | Estats Units            | Cleveland Cavaliers                                               | St. Vincent - St. Mary High School (Akron, OH)              |
| 2  | Darko Miličić (F/C)     | Sèrbia i Montenegro     | Detroit Pistons (dels Memphis)                                    | Hemofarm Vrsac (Sèrbia and Adriatic League)                 |
| 3  | Carmelo Anthony (SF)    | Estats Units            | Denver Nuggets                                                    | Syracuse                                                    |
| 4  | Chris Bosh (F/C)        | Estats Units            | Toronto Raptors                                                   | Georgia Tech                                                |
| 5  | Dwyane Wade (SG)        | Estats Units            | Miami Heat                                                        | Marquette                                                   |
| 6  | Chris Kaman (C)         | Estats Units · Alemanya | Los Angeles Clippers                                              | Central Michigan                                            |
| 7  | Kirk Hinrich (PG)       | Estats Units            | Chicago Bulls                                                     | Kansas                                                      |
| 8  | T. J. Ford (PG)         | Estats Units            | Milwaukee Bucks (dels Atlanta)                                    | Texas                                                       |
| 9  | Michael Sweetney (PF)   | Estats Units            | New York Knicks                                                   | Georgetown                                                  |
| 10 | Jarvis Hayes (F/G)      | Estats Units            | Washington Wizards                                                | Georgia                                                     |
| 11 | Mickaël Piétrus (G/F)   | França                  | Golden State Warriors                                             | Pau-Orthez (France)                                         |
| 12 | Nick Collison (PF)      | Estats Units            | Seattle SuperSonics                                               | Kansas                                                      |
| 13 | Marcus Banks (PG)       | Estats Units            | Memphis Grizzlies (dels Houston, cedit als Boston)                | UNLV                                                        |
| 14 | Luke Ridnour (PG)       | Estats Units            | Seattle SuperSonics (dels Milwaukee)                              | Oregon                                                      |
| 15 | Reece Gaines (F/G)      | Estats Units            | Orlando Magic                                                     | Louisville                                                  |
| 16 | Troy Bell (PG)          | Estats Units            | Boston Celtics (cedit als Memphis)                                | Boston College                                              |
| 17 | Žarko Čabarkapa (SF)    | Sèrbia i Montenegro     | Phoenix Suns                                                      | Budućnost Podgorica (Sèrbia i Montenegro i Adriatic League) |
| 18 | David West (PF)         | Estats Units            | New Orleans Hornets                                               | Xavier                                                      |
| 19 | Sasha Pavlović (F/G)    | Sèrbia i Montenegro     | Utah Jazz                                                         | Budućnost Podgorica (Sèrbia i Montenegro i Adriatic League) |
| 20 | Dahntay Jones (SG)      | Estats Units            | Boston Celtics (dels Philadelphia, cedit als Memphis)             | Duke                                                        |
| 21 | Boris Diaw-Riffiod (SG) | França                  | Atlanta Hawks (dels Indiana)                                      | Pau-Orthez (France)                                         |
| 22 | Zoran Planinić (G/F)    | Croàcia                 | New Jersey Nets                                                   | Cibona Zagreb (Croatia i Adriatic League)                   |
| 23 | Travis Outlaw (SF)      | Estats Units            | Portland Trail Blazers                                            | Starkville HS (Starkville, MS)                              |
| 24 | Brian Cook (PF)         | Estats Units            | Los Angeles Lakers                                                | Illinois                                                    |
| 25 | Carlos Delfino (SG)     | Argentina               | Detroit Pistons                                                   | Unión de Santa Fe (Argentina)                               |
| 26 | Ndudi Ebi (SF)          | Regne Unit              | Minnesota Timberwolves                                            | Westbury Christian HS (Houston, TX)                         |
| 27 | Kendrick Perkins (C)    | Estats Units            | Memphis Grizzlies (dels Sacramento via Orlando, cedit als Boston) | Ozen HS (Beaumont, TX)                                      |
| 28 | Leandro Barbosa (SG)    | Brasil                  | San Antonio Spurs (cedit als Phoenix)                             | Bauru Tilibra (Brazil)                                      |
| 29 | Josh Howard (F/G)       | Estats Units            | Dallas Mavericks                                                  | Wake Forest                                                 |

### Segona ronda
| Nº | Jugador                     | Nacionalitat         | Equip de l'NBA                                  | Equip/universitat anterior                                  |
| -- | --------------------------- | -------------------- | ----------------------------------------------- | ----------------------------------------------------------- |
| 30 | Maciej Lampe (PF)           | Polònia              | New York Knicks (dels Denver)                   | Complutense University of Madrid (Spain)                    |
| 31 | Jason Kapono (F/G)          | Estats Units         | Cleveland Cavaliers                             | UCLA                                                        |
| 32 | Luke Walton (SF)            | Estats Units         | Los Angeles Lakers (dels Toronto)               | Arizona                                                     |
| 33 | Jerome Beasley (PF)         | Estats Units         | Miami Heat                                      | North Dakota                                                |
| 34 | Sofoklis Schortsianitis (C) | Grècia               | Los Angeles Clippers                            | Iraklis BC (Greece)                                         |
| 35 | Szymon Szewczyk (PF)        | Polònia              | Milwaukee Bucks (dels Memphis)                  | Braunschweig (Germany)                                      |
| 36 | Mario Austin (PF)           | Estats Units         | Chicago Bulls                                   | Mississippi State                                           |
| 37 | Travis Hansen (SG)          | Estats Units         | Atlanta Hawks                                   | BYU                                                         |
| 38 | Steve Blake (PG)            | Estats Units         | Washington Wizards                              | Maryland                                                    |
| 39 | Slavko Vraneš (C)           | Sèrbia i Montenegro  | New York Knicks                                 | Budućnost Podgorica (Sèrbia i Montenegro i Adriatic League) |
| 40 | Derrick Zimmerman (PG)      | Estats Units         | Golden State Warriors                           | Mississippi State                                           |
| 41 | Willie Green (SG)           | Estats Units         | Seattle SuperSonics (cedit als Philadelphia)    | Detroit                                                     |
| 42 | Zaza Pachulia (PF)          | Geòrgia              | Orlando Magic                                   | Ülkerspor (Turkey)                                          |
| 43 | Keith Bogans (SG)           | Estats Units         | Milwaukee Bucks (cedit als Orlando)             | Kentucky                                                    |
| 44 | Malick Badiane (PF)         | Senegal              | Houston Rockets                                 | Langen (Germany)                                            |
| 45 | Matt Bonner (F)             | Estats Units         | Chicago Bulls (dels Phoenix, cedit als Toronto) | Florida                                                     |
| 46 | Sani Bečirović (SG)         | Eslovènia            | Denver Nuggets (dels Boston)                    | Virtus Bologna (Italy)                                      |
| 47 | Maurice Williams (PG)       | Estats Units         | Utah Jazz                                       | Alabama                                                     |
| 48 | James Lang (C)              | Estats Units         | New Orleans Hornets                             | Central Park Christian HS (Birmingham, AL)                  |
| 49 | James Jones (SF)            | Estats Units         | Indiana Pacers                                  | Miami                                                       |
| 50 | Paccelis Morlende (PG)      | França               | Philadelphia 76ers (cedit als Seattle)          | Dijon (France)                                              |
| 51 | Kyle Korver (SF)            | Estats Units         | New Jersey Nets (cedit als Philadelphia)        | Creighton                                                   |
| 52 | Remon Van de Hare (C)       | Països Baixos        | Toronto Raptors (dels Los Angeles Lakers)       | FC Barcelona (ACB)                                          |
| 53 | Tommy Smith (PF)            | Estats Units         | Chicago Bulls (dels Detroit via Miami)          | Arizona State                                               |
| 54 | Nedžad Sinanović (C)        | Bòsnia i Hercegovina | Portland Trail Blazers                          | Brotnjo (Bosnia and Herzegovina)                            |
| 55 | Rick Rickert (PF)           | Estats Units         | Minnesota Timberwolves                          | Minnesota                                                   |
| 56 | Brandon Hunter (PF)         | Estats Units         | Boston Celtics (dels Sacramento)                | Ohio                                                        |
| 57 | Xue Yuyang (C)              | R.P. de la Xina      | Dallas Mavericks (cedit als Denver)             | Hong Kong Flying Dragons (Xina)                             |
| 58 | Andreas Glyniadakis (C)     | Grècia               | Detroit Pistons (dels San Antonio)              | AEK (Grècia)                                                |